# Athens (Teksas)
Athens je grad u američkoj saveznoj državi Teksas. Prema popisu stanovništva iz 2010. u njemu je živjelo 12.710 stanovnika.